# 子鲜
子鲜（？—？），姬姓，名鱄，中国春秋时期卫国的公子，卫定公之子，卫献公的弟弟。
前577年，卫定公得病，让孔成子、宁惠子立敬姒的儿子衎（卫献公）作为太子。十一月，卫定公去世。夫人定姜哭丧后休息，看到太子并不悲哀，连水也不喝，叹气说：“太子这个人啊，不仅将使卫国败亡，而且必会从我这个未亡人身上开始动手。这是上天降祸给卫国吧。我不能得到鱄来主持国家。”
前559年夏，孙林父驱逐了卫献公，四月廿六，子展作为卫献公的亲信，逃到了齐国。子鲜跟随卫献公随后也逃到了齐国。鲁国郈成叔到卫国访问，回去对臧武仲说，卫献公终会回国，内有太叔仪留守，外有同胞兄弟公子鱄跟随。臧纥到齐国慰问卫献公，与卫献公交谈。卫献公态度粗暴，臧纥对下人说，卫献公说话像粪土，不知悔过，大概不能复位了。之后又和子展、子鲜交谈。臧纥事后又对下人说，卫侯一定能回国，有子展、子鲜，一个拉他，一个推他，想不回国都难。
前547年，卫献公想让子鲜帮助他复辟，子鲜知道卫献公没有信用，不想答应。他母亲敬姒请求，子鲜只好答应。二月初六庚寅，甯喜要帮助卫献公回国复辟，要求一定和子鲜接洽。子鲜告知卫献公的态度，复辟成功，“政由宁氏，祭则寡人。”甯喜派右宰榖到夷仪见卫献公。右宰榖对卫献公非常失望，但是甯喜非常信任子鲜。二月初七辛卯，甯喜杀死国君卫殇公，立卫献公复辟。
前546年，卫献公处死甯喜、右宰榖，子鲜逃亡晋国。卫献公在黄河岸边阻止了他。子鲜住在木门，不向卫国的方向就坐，终身不仕。去世后，卫献公为他服丧终生。